# Tácata (Venezuela)
Tácata est la capitale de la paroisse civile de Tácata de la municipalité de Guaicaipuro dans l'État de Miranda au Venezuela. Elle se trouve dans la vallée du río Tuy à l'ouest de Cúa.